# Aéroport de Luoyang Beijiao
L'aéroport de Luoyang Beijiao est un aéroport desservant la ville de Luoyang, dans la province du Henan en Chine.

## Compagnies et destinations
| Compagnies                | Destinations |
| ------------------------- | --- |
| Air Chang'an              | Nantong Xingdong, Yinchuan Hedong                                                                                       |
| Air China                 | Chongqing-Jiangbei |
| China Eastern Airlines    | Pékin-Capitale, Pékin-Daxing , Dalian-Zhoushuizi, Kunming-Changshui, Luzhou-Yunlong, Ordos Ejin Horo, Shanghai-Hongqiao |
| China Southern Airlines   | Canton-Baiyun, Hohhot, Shenzhen-Bao'an                                                                                  |
| Colorful Guizhou Airlines | Guiyang |
| Fuzhou Airlines           | Guilin-Liangjiang, Harbin Taiping                                                                                       |
| GX Airlines               | Chongqing-Jiangbei, Guiyang, Haikou, Hanoï-Nội Bài, Nanning, Tianjin Binhai, Zhuhai                                     |
| Loong Air                 | Hangzhou-Xiaoshan, Xining-Caojiabao                                                                                     |
| Qingdao Airlines          | Chengdu-Shuangliu, Qingdao-Jiaodong                                                                                     |
| Spring Airlines           | Bangkok-Suvarnabhumi, Chongqing-Jiangbei, Hohhot, Ningbo, Osaka-Kansai, Shenyang, Ürümqi-Diwopu, Taizhou (Jiangsu) (en) |

Édité le 07/10/2019